# Velčice
Velčice es un municipio situado en el distrito de Zlaté Moravce, en la región de Nitra, Eslovaquia. Tiene una población estimada, en febrero de 2023, de 837 habitantes.
Está ubicado al noreste de la región, a unos 120 km al este de Bratislava, cerca de la frontera con las regiones de Banská Bystrica y Trenčín.

## Demografía
| Año        | 1994 | 2004    | 2014    | 2024    |
| ---------- | ---- | ------- | ------- | ------- |
| Población  | 896  | 849     | 829     | 840     |
| Diferencia |      | −5,24 % | −2,35 % | +1,32 % |

| Año        | 2023 | 2024    |
| ---------- | ---- | ------- |
| Población  | 842  | 840     |
| Diferencia |      | −0,23 % |